# Arkanist
Unter einem Arkanisten (lateinisch arcanum ‚Geheimnis‘) verstand man im 18. und 19. Jahrhundert einen Chemiker, zum Beispiel in der Porzellanherstellung. Zu dieser Zeit galt die Herstellung von Porzellan als Staatsgeheimnis.
Die Aufgaben des Arkanisten waren die Zubereitung der Porzellanmasse, das Brennen sowie die Farbgestaltung, Vergoldung und Glasur. Bekannte Arkanisten waren Ehrenfried Walther von Tschirnhaus und Johann Friedrich Böttger, die Erfinder des europäischen Porzellans. Ein selbsternannter Arkanist war Johann Christoph Glaser, der 1747 den Auftrag zur Porzellanherstellung für die Porzellanmanufaktur Fürstenberg erhielt und 1753 wegen Unfähigkeit entlassen wurde. Erst der Arkanist Johann Kilian Benckgraff ermöglichte die Porzellanherstellung in Fürstenberg, nachdem er von der Höchster Porzellanmanufaktur abgeworben worden war.
Auch Metallgießer und Glasbläser wurden mitunter als Arkanisten bezeichnet.